# Cielle
Cielle is een dorpje in de Belgische gemeente La Roche-en-Ardenne, in de provincie Luxemburg. Cielle ligt zo'n drie kilometer ten noordwesten van het stadscentrum van La Roche-en-Ardenne.

## Geschiedenis
Cielle was een zelfstandig gemeente tot 1823, maar werd toen opgeheven en aangehecht bij de gemeente Marcourt. Bij de gemeentefusies van 1977 werd het van Marcourt, dat een deelgemeente van Rendeux werd, overgeheveld naar de gemeente La Roche-en-Ardenne.

## Natuur en toerisme
Cielle is gelegen in het natuurpark Parc Naturel des Deux-Ourthes.
Behalve een agrarisch is Cielle ook een toeristisch oord. Vele wandelaars beklimmen de vrij steile flanken van de heuvels langs de Ourthe. Zowel voor wandelaars als mountainbikers zijn er routes uitgezet.

## Afbeeldingen

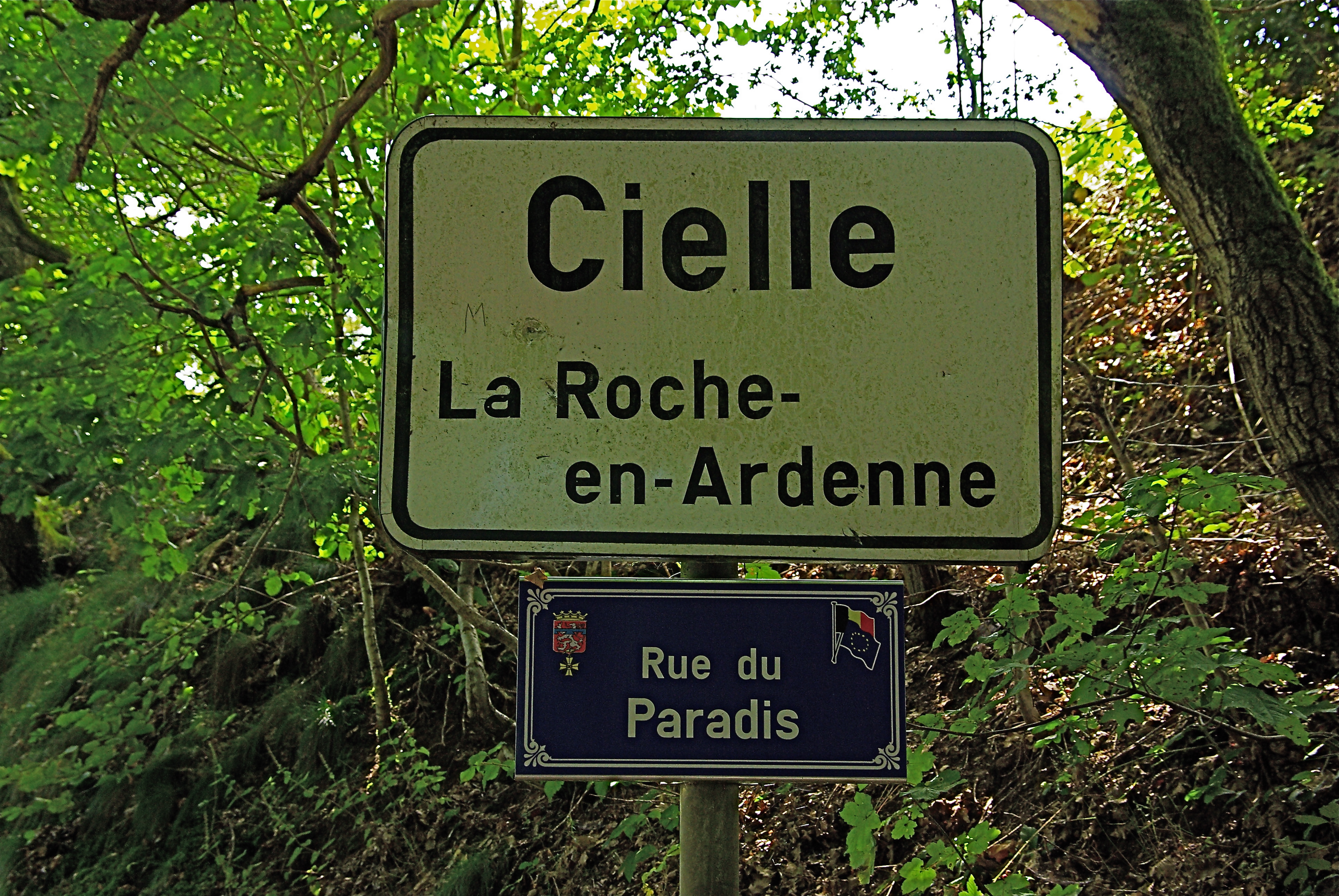
Toegangsbord
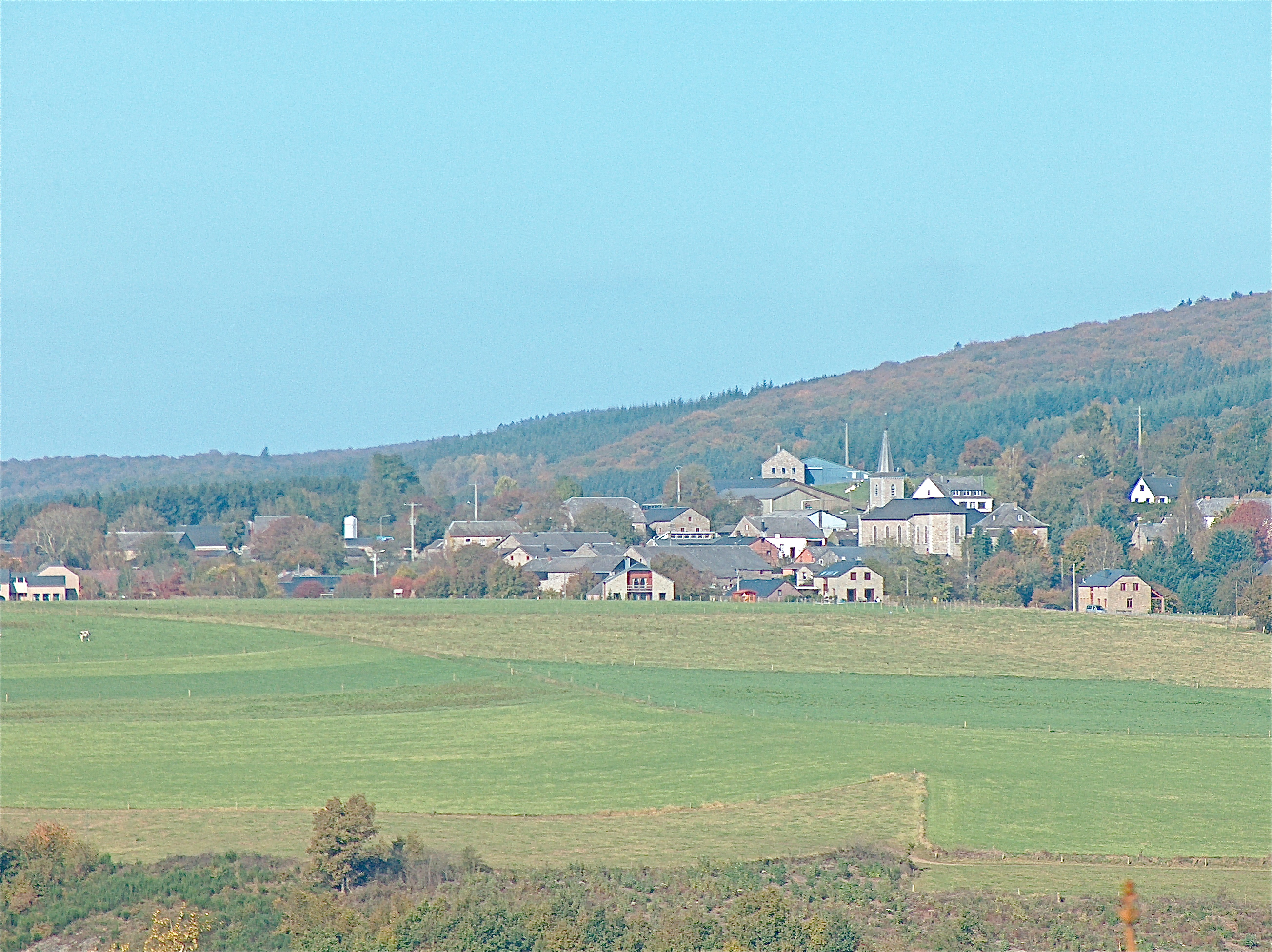
Zicht op Cielle
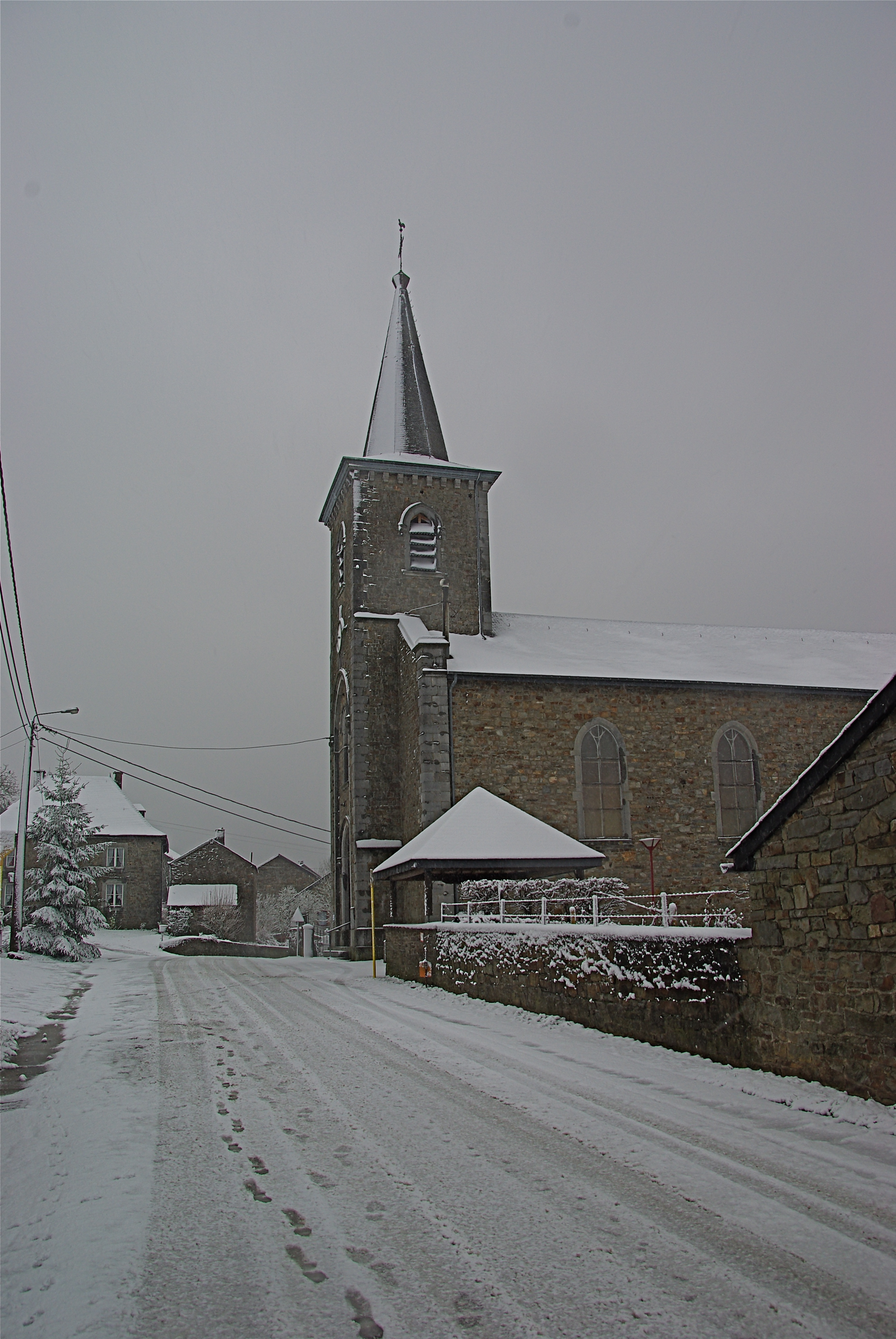
De kerk van Cielle
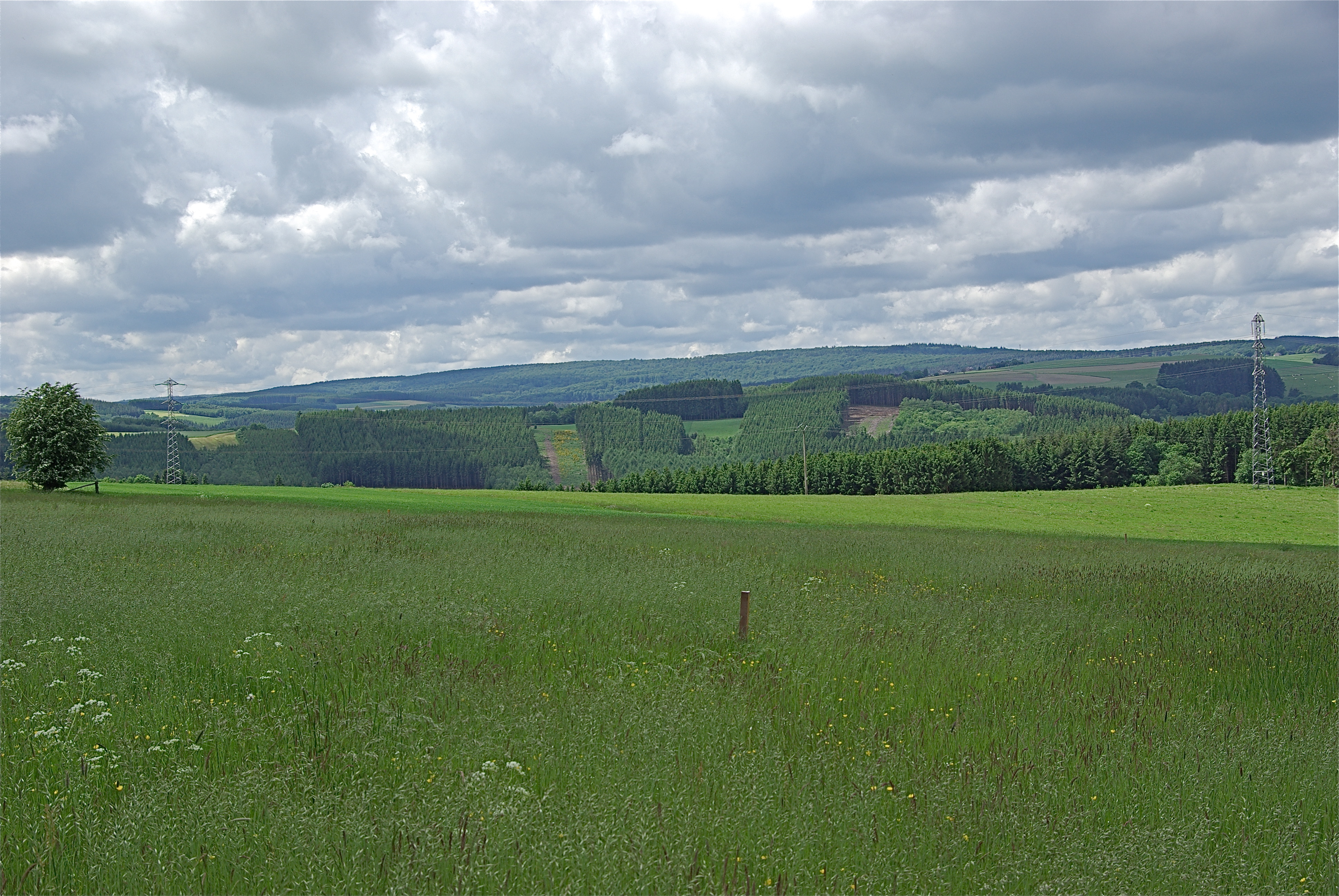
Landbouwvelden en bossen bij Cielle
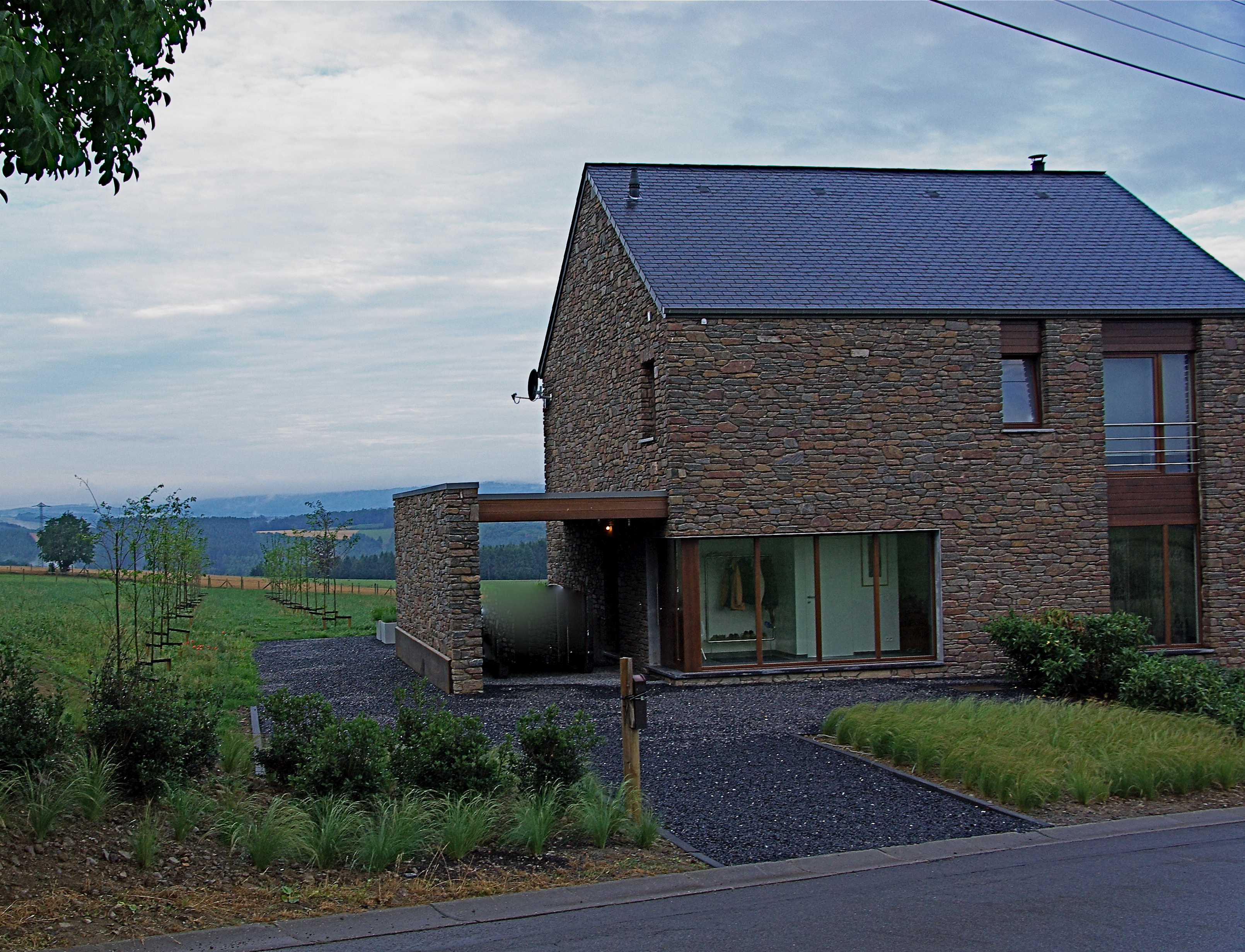
Ardeens huis, moderne architectuur

Deelgemeenten: Beausaint · Halleux · Hives · La Roche-en-Ardenne · Ortho · Samrée

Overige dorpen en gehucht: Bérismenil · Buisson · Cielle · Floumont · Herlinval · Hubermont · Lavaux · Maboge · Mierchamps · Mousny · Nisramont · Ronchampays · Ronchamps · Roupage · Thimont · Vecmont · Warempage

Belgische gemeenten · Arrondissement Marche-en-Famenne · Luxemburg · Wallonië